# Park Ha-Jun
Park Ha-Jun (en coreano: 박하준; 19 de abril de 2000) es un deportista surcoreano que compite en tiro, en la modalidad de rifle. Participó en los Juegos Olímpicos de París 2024, obteniendo una medalla de plata en la prueba de rifle 10 m mixto.

## Palmarés internacional
| Juegos Olímpicos | Juegos Olímpicos | Juegos Olímpicos | Juegos Olímpicos |
| Año              | Lugar            | Medalla          | Prueba           |
| ---------------- | ---------------- | ---------------- | ---------------- |
| 2024             | París (Francia)  | Medalla de plata | Rifle 10 m mixto |